# Ometyńce
Ometyńce (ukr. Ометинці) – wieś w rejonie niemirowskim obwodu winnickiego na Ukrainie.

## Dwór
- parterowy dwór na półwyspie, nad stawem ze skromnym portykiem z czterema kolumnami. Własność Jełowieckich[2].